# Црква Свете Петке у селу Стража
Црква Свете Петке или Храм Света преподобне Параскеве је православна црква у селу Стража, код Гњилана. Храм припада Епархији рашко-призренској Српске православне цркве.
Црква се налази на брду у махали Петровци.

## Историја
Црква је обновљена у другој половини 19. века, у време обнове црквеног живота у епархији.

## Опис
Црква је једнобродни храм без припрате, засведен полуобличастим сводом и покривен двоводним кровом. Грађена је од ломљеног камена.
На истоку олтарски простор се завршава полукружном апсидом и проскомидијом и ђакониконом формираним у источном зиду са севера и југа. Са спољашње стране, апсида је шестоугаона, зидана каменим блоковима и издваја се од остатка храма. На угловима се налазе псеудо-стубови повезани луковима, који му дају оријентални изглед. У цркву су два улаза – са запада и са севера. Храм има мале прозоре за осветљење. Пар пиластара, који носећи лук држи за свод, деле храм на два дела. Олтарски простор и наос су осликани, али западни део није.

## Сликарство
У цркви у Стражи су 1871-1872. године радили дебарски иконописци Вено Костов и Зафир Василков. На царским дверима око лика Богородице Благовештења написано је „1871 из руку Вено зђ”. У дну северних иконостасних двери стоји да су поклоњене 1872. године. 1872. године два иконописца су завршила живопис, о чему сведочи иконопис на северном олтарском зиду:
„Исписасѧ овај божански и свети храм, божанска и света обитавалишта
наша преподобна мати Параскевија и Преосвештена
митрополита Мелетића. Генерално, први брат је био Стаменко. н Димитри. Симо
Станко (...) пера ћнко Стоилко. Стаменко Цветко Иванъ 1872: зђ Вено и Зафир
Ива Стојн Симо Иува Георги Стева Фила Михаила Лека Арса”.

## Извори
1. ↑  Ženarju, Ivana (2013). „The wall painting in the Church of Saint Petka in the village Straza near Gnjilane”. Baština (35): 315—343. ISSN 0353-9008.
2. ↑  Ženarju, Ivana (2013). „The wall painting in the Church of Saint Petka in the village Straza near Gnjilane”. Baština (35): 317. ISSN 0353-9008.